# Knautie à feuilles de Cardère
Knautia dipsacifolia
Espèce
La Knautie à feuilles de Cardère (Knautia dipsacifolia) est une espèce de plantes vivaces de la famille des Dipsacacées.